# Otites centralis
Otites centralis ist eine Art aus der Familie der Schmuckfliegen (Ulidiidae).

## Merkmale
Die Fliegen erreichen eine Körperlänge von 2,5 bis 5 Millimetern. Der Kopf ist silbrigweiß bestäubt, der Körper ist ansonsten grau bestäubt. Die Stirn und das Untergesicht sind gelb, der Hinterkopf und die Backen sind dunkel. Die Strieme auf der Stirn ist wie auch die Fühler matt rotgelb gefärbt. Das dritte Fühlerglied ist jedoch oben und vorne bräunlich. Das Mesonotum trägt vier bräunliche Längsstreifen. Die Schwingkölbchen (Halteren) sind gelb, die Beine sind schwarz. Am Hinterleib sind nur die ersten beiden Tergite hinten nicht braun gefärbt. Die Flügel sind deutlich braun gemustert.

## Vorkommen und Lebensweise
Die Tiere kommen vor allem in und um Mitteleuropa vor und sind weit verbreitet. 